# Don Ferguson (Politiker)
Donald „Don“ Mervyn Ferguson (* 7. August 1936; † 9. März 2013) war ein australischer Politiker der Labor Party, der unter anderem zwischen 1982 und 1993 Mitglied des South Australian House of Assembly sowie von 1986 bis 1990 und erneut zwischen 1992 und 1993 Vorsitzender der Ausschüsse und dadurch stellvertretender Sprecher des House of Assembly war.

## Leben
Donald „Don“ Mervyn Ferguson wurde am 6. November 1982 für die Labor Party im Wahlkreis Henley Beach erstmals zum Mitglied des South Australian House of Assembly gewählt, des Unterhauses des Parlaments von South Australia, und konnte sich bei der Wahl gegen den bisherigen Wahlkreisinhaber Bob Randall von der Australian Labor Party (ALP) durchsetzen. Er vertrat diesen Wahlkreis bis zu dessen Auflösung am 10. Dezember 1993 und verzichtete auf eine erneute Kandidatur in einem anderen Wahlkreis. Zu Beginn seiner Parlamentszugehörigkeit war er zwischen dem 8. Dezember 1982 und dem 11. Februar 1986 Mitglied des Gemeinsamen Ausschusses für nachgeordnete Gesetzgebung (Joint Committee on Subordinate Legislation).
Am 11. Februar 1986 übernahm Ferguson als Nachfolger von Max Brown als Deputy Speaker and Chairman of Committees die Posten als stellvertretender Sprecher und Vorsitzender der Ausschüsse der Legislativversammlung. Er bekleidete diese Ämter bis zum 8. Februar 1990, woraufhin Martyn Evans sein Nachfolger wurde. Im  Anschluss war er zwischen dem 8. Februar 1990 und dem 10. Februar 1992 erst Mitglied des Ausschusses für öffentliche Finanzen (Public Accounts Committee) und anschließend vom 12. Februar bis zum 7. Oktober 1992 Mitglied des Ausschusses für Wirtschaft und Finanzen (Economic and Finance Committee).
Don Ferguson wurde am 7. Oktober 1992 als Nachfolger von Martyn Evans zum zweiten Mal stellvertretender Sprecher und Vorsitzender der Ausschüsse im House of Assembly. Er hatte diese Funktionen bis zu seinem Ausscheiden aus dem Parlament am 11. Dezember 1993 inne und wurde daraufhin Harold Allison abgelöst.

## Hintergrundliteratur
- Parliament of South Australia: Statistical Record of the Legislature 1836–2007 (Memento vom 11. März 2019 im Internet Archive)

## Weblink
- Mr Don Ferguson. In: Parlament von South Australia. Abgerufen am 9. April 2024 (englisch).